# 库尔特·宾德尔
库尔特·宾德尔（德語：Kurt Binder，1944年2月10日—2022年9月27日），奥地利物理学家。